# Лапін Олександр Йосипович
Олександр Йосипович Лапін (17 травня 1945, Москва, РРФСР — 25 жовтня 2012, Москва, Росія) — радянський і російський фотограф, дослідник фотографії, педагог.

## Біографія
Навчався у Московському фізико-технічному інституті, який залишив 1969 року. Від того часу почав професійно займатися фотографією, почав брати участь у виставках. 1975 року зайняв перше місце на виставці фотографів країн соціалістичного табору «Свема — Орво — Ассофото-75».
Від 1979 до 1983 викладав фотографію у заочному народному університеті мистецтва (ЗНУІ).
Організував «Студію художньої фотографії» в Будинку Культури МДУ (1985-87 р.).
У МДУ провів «Першу московську молодіжну виставку» (1986).
За проведення виставки І. В. Мухіна (1987), під тиском комітету КПРС МДУ був змушений залишити роботу.
Деякі його фотографії увійшли до фотоальбомів «Toisinnakijat»(«Инаковидящие») (Sn-Kirjat, Helsinki, 1988), «Changing Reality: Recent Soviet Photography» (Publisher: Starwood Pub, Washington, D.C., U.S.A., 1991).
Від 1992 до 1997 роки — член комісії з державних премій у алузі образотворчого мистецтва при Президентові Російської Федерації, експерт з фотомистецтва.
Як фотограф брав участь у багатьох виставках (Росія, Німеччина, Швеція, Данія, Фінляндія, Франція, Швейцарія, США, Англія), провів 5 персональних виставок в різних країнах. Роботи знаходяться в колекціях в музеї образотворчих мистецтв імені Пушкіна, галереї Corcoran Gallery of Art в Вашингтоні, музеї «Файн Арт» у Бостоні, у приватних зібраннях і галереях.

Де народжується фотографія? Не всередині ж мого «Нікона» Світло зустрічається з Тінню, щоб народити потім чорно-сіро-біле щось, що буде захоплювати потім якщо не всіх, то багатьох. Ось відомо, що велика музика створюється на небесах, а вірші пишуться кров'ю. Але які небеса, звідки кров? Фотографія — це саме життя.
— Олександр Лапін, "ФОТОГРАФИЯ КАК ..."
2003 року виходить перше видання книги Олександра Лапіна «Фотография как …», яка швидко стає бестселером. У книзі розглядаються теорія чорно-білої документальної фотографії, закони фотокомпозиції, психологія сприйняття фотографії, виконано розбір принципу оцінки та аналізу фотозображень.
2005 року виходить друга книга: «Плоскость и пространство, или Жизнь квадратом».
2009 року у виставковому залі Цех Білого московського арт-центру «Винзавод» компанії Epson і Leica представили виставку «Школа Лапіна», на якій експонувалося понад 300 фоторобіт Олександра Лапіна та його учнів.
Викладав на факультеті журналістики МДУ імені М. В. Ломоносова фотокомпозицію та більдредагування, основи дизайну.

## Роботи А. Лапіна в книгах
- Taneli Escola & Hannu Eerikainen «Toisinnakijat», Helsinki, 1988
- «Die zeitgenossische Photographie in der Sowjetunion» Edition Stemmle, 1988
- «Say Cheese!», Soviet Photography 1968—1988 Editions du Comptoir de la Photographie, 1988
- «Changing Reality» Starwood Publishing, Inc. 1991
- «Uber die grosen Stadte» Bildende Kunst, (NGBK), 1993